# Добропілля (катер)
«Добропілля» — навчальний катер проєкту 722У Військово-Морських Сил України. Має бортовий номер A854. В ВМСУ судно використовується як катер зв'язку.

## Історія
Катер «Добропілля» проекту 722У побудований у 1974 році на польській верфі «Wisła» номером № 722U/6 для Чорноморського флоту СРСР як навчальний катер. Судно мало початкову назву ПОК-649, але був перейменований на УК-649. До складу ВМСУ увійшов 3 серпня 1992 року під назвою «Титан» та отримав бортовий номер U544. Пізніше був перейменований на «Добропілля» та отримав бортовий номер U854. У 2018 році був змінений бортовий номер на A854. В тому ж році катер отримав кулемет ДШКМ. 28 лютого 2020 року катер «Добропілля» буксував пошкоджений артилерійський катер «Вишгород» в акваторію Миколаївського суднобудівного заводу.